# Harpalique (satélite)

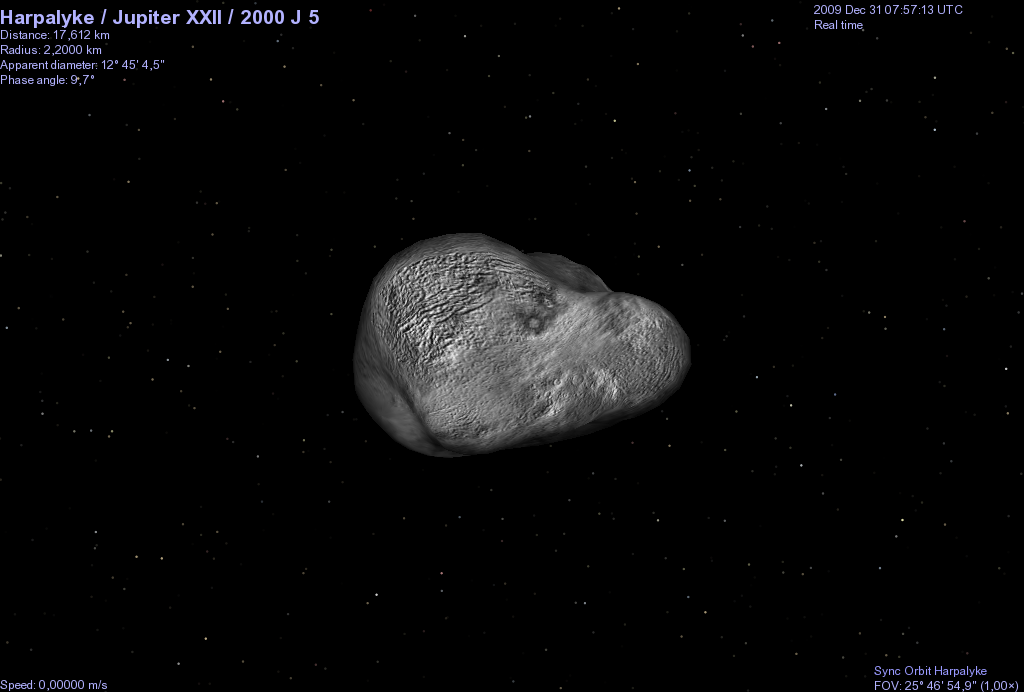
Imagem ilustrativa de Harpalique.

Harpalique é um pequeno satélite natural do planeta Júpiter com 4,4 km de diâmetro.